# オーケストラの魅力
『オーケストラの魅力』（ -みりょく、原題：ORCHESTRA!）は、こども向けにオーケストラの魅力を紹介する英国チャンネル4制作の全10回のテレビ番組である。日本ではNHK教育テレビにて1992年4月10日から6月12日まで『6時だ!ETV』の枠内で金曜日日に放送された。

## 出演者
- ゲオルク・ショルティ
- ダドリー・ムーア

## 日本での放送
- 放送時間：金曜日 18:00 - 18:25